# Papa bar Aggai
Papa bar Aggai (... – circa 327/335) è stato un vescovo siro, primo vescovo storicamente accertato di Seleucia-Ctesifonte.

## Biografia
Incerte sono le date di episcopato di Papa. Eletto vescovo di Seleucia-Ctesifonte nella seconda metà del III secolo, morì poco dopo la celebrazione del concilio di Nicea del 325; alcune fonti riferiscono che Papa o il suo discepolo e successore Shem'on bar Ṣabba'e avrebbero partecipato al concilio niceno, ma non vi è alcuna conferma di questa affermazione. Secondo gli studi di Wigram, Papa sarebbe stato consacrato vescovo attorno al 280.
L'episcopato di Papa è noto nelle fonti siriache per il tentativo del vescovo di unire le diocesi dell'impero persiano sotto la sua autorità ed egemonia, in quanto vescovo della capitale persiana. Due sono le fonti principali di questo avvenimento: gli Acta del martirio di Miles, vescovo di Sus e principale oppositore di Papa, che valutano in modo alquanto sfavorevole l'operato di Papa; e il rapporto redatto da Agapito, metropolita di Beth Lapat, per il concilio del 424, che rivaluta la figura e l'azione di Papa. In un sinodo, dove gli oppositori ebbero la maggioranza, il vescovo di Seleucia-Ctesifonte venne deposto e sostituito dal suo arcidiacono, Shem'on bar Ṣabba'e. Papa fece ricorso ai "padri Occidentali" (ossia bizantini); non si conosce la sorte di questo ricorso, ma di certo Papa venne reintegrato nella sua sede, come si evince dagli atti del concilio del 424, e Shem'on bar Ṣabba'e rinunciò alla sede, ritornando al suo precedente incarico di arcidiacono.
Nel suo rapporto del 424, Agapito menziona anche alcune lettere di Papa, oggi ritenute degli apocrifi, ma all'epoca, e ancora dopo per lungo tempo, attribuite con certezza al vescovo di Seleucia-Ctesifonte.
Papa morì in un anno imprecisato tra il 327 ed il 335, oppure tra il 327 ed il 328, oppure ancora tra il 326 ed il 327.